# لوییک رمی
لوییک الکس تلیر اوبر رمی (فرانسوی: Loïc Alex Teliére Hubert Rémy‎؛ زاده ۲ ژانویهٔ ۱۹۸۷) بازیکن فوتبال اهل فرانسه است که در پست مهاجم بازی می‌ کرد.